# Castelo roqueiro

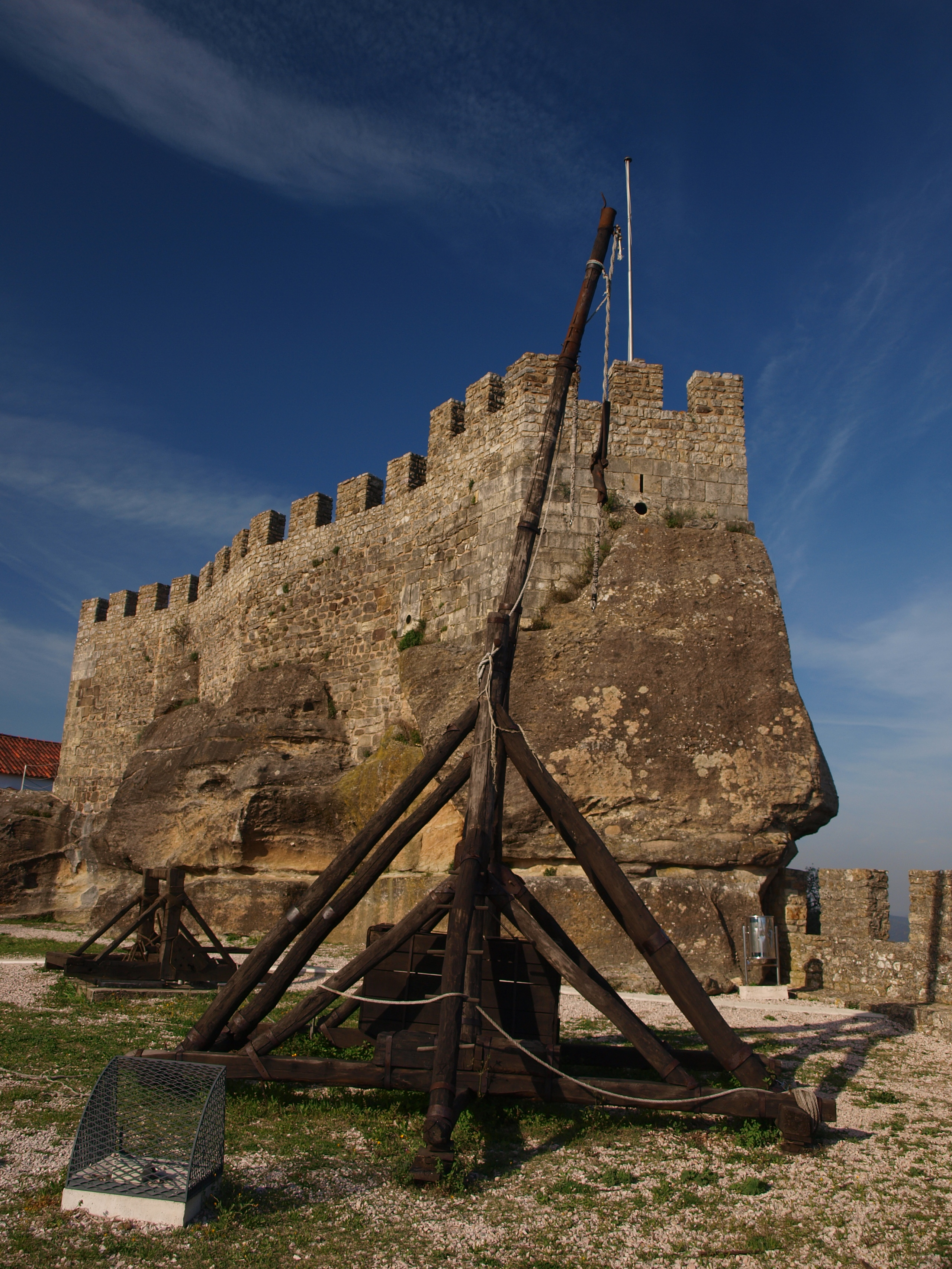
Vista do interior do Castelo de Penela. O recinto amuralhado sobre uma rocha é derivado de um castelo roqueiro.

Denominam-se castelo roqueiro as primeiras estruturas amuralhadas defensivas surgidas em Portugal ao longo dos séculos IX e X, período ao qual a maior parte dos medievalistas apelidam como primeiro encastelamento do futuro território português.
A iniciativa da construção destas estruturas partia das próprias populações a um nível estritamente local, numa época sem um poder central bem definido e com a ameaça constante de ataques de mouros e saqueadores normandos. O castelo roqueiro, portanto, era utilizado como refúgio dos povoadores em caso de ataque inimigo.
Os castelos roqueiros eram construídos sempre sobre um afloramento rochoso para tomar máxima vantagem do terreno. Consistiam simplesmente de uma muralha sem torres, construída com pedras mal aparelhadas unidas sem argamassa, definindo um pequeno espaço aberto. Podiam ser rodados de um fosso.
A documentação sobre este tipo de estrutura é escassa e as informações que possuímos provêm essencialmente da arqueologia. Alguns poucos castelos ainda possuem alguns vestígios da estrutura típica de um castelo roqueiro, apesar das modificações posteriores. É possível ter uma ideia de como era um castelo roqueiro no Castelo de Penela, perto de Coimbra. Esse castelo possui na sua parte mais alta uma muralha sobre um afloramento rochoso que foi construída inicialmente nos finais do século XI, essencialmente como um castelo roqueiro. Só muito mais tarde foram construídas as demais estruturas defensivas ao redor, quando o pequeno castelo roqueiro foi adaptado a torre de menagem.
Pouco depois dos primeiros castelos roqueiros surgem em Portugal estruturas defensivas mais sofisticadas, construídas por iniciativa dos nobres — o castelo condal.